# August Lindbergh
August Lindbergh, pierwotnie: Ola Månsson (ur. 12 maja 1808 w Smedstorp w Skanii, zm. 14 października 1893 w Little Falls) – szwedzki rolnik i polityk, amerykański farmer i kowal, ojciec polityka amerykańskiego Charlesa Augusta Lindbergha, dziad sławnego lotnika Charlesa Lindbergha.

## Życiorys

### Wczesne lata
Ola Månsson (wym.:u:la mo:nson) urodził się w niezamożnej rodzinie włościańskiej jako syn Månsa Jönssona i Sary Carlsdotter (szwedzcy chłopi mieli w tamtych czasach prawie wyłącznie nazwiska patronimiczne). Ojciec trudnił się rolnictwem i krawiectwem i osierocił Månssona, gdy chłopiec miał 5 lat, a więc Ola w wieku lat ok. 10 musiał przyjąć pracę parobka w jednym z gospodarstw w okolicy Smedstorpu. Jednocześnie jego ojczym zadbał jednak o wykształcenie chłopca, który zaczął uczęszczać do szkoły.
Ola posiadał wysokie uzdolnienia jako rolnik i wieku lat 20 zaczął prowadzić całe gospodarstwo ojczyma. W wieku lat 25 poślubił Ingar Jönsdotter (1816–1864), córkę zamożnego gospodarza Jönsa Jönssona z pobliskiej wsi Onslunda, dziedzicznego dzierżawcy (szw.: åbo) jednej z większych królewszczyzn w okolicy, który z własnych środków utrzymywał dwóch kawalerzystów armii szwedzkiej (wówczas zawodowej i zakwaterowanej w większości u rolników). Wkrótce Månsson mógł zakupić własne (niemałe, jak podaje Scott 180 ha) gospodarstwo we wsi Gårdlösa. Równocześnie zaczął karierę polityczną: w latach 1846–1856 był przewodniczącym Rady sołeckiej w Smedstorpie. W międzyczasie (1847) został wybrany posłem stanu włościańskiego do szwedzkiego sejmu stanowego, Ståndsriksdagen.

### Parlamentarzysta
Jako poseł do Riksdagu Månsson – który najprawdopodobniej ukończył tylko trzy klasy szkoły podstawowej – zasłynął jako świetny orator, wzbudzający podziw swymi szybkimi i ciętymi replikami, i jako radykalny liberał, ulubieniec liberalnej prasy sztokholmskiej. Ostro występował przeciw wielkiej własności ziemskiej szwedzkiego Kościoła, żądając reformy rolnej i przydzielenia ziemi najbiedniejszym wieśniakom i fornalom, walczył o równouprawnienie Żydów, o zezwolenie cudzoziemcom na obejmowanie profesur na szwedzkich uniwersytetach, i był entuzjastycznym zwolennikiem rozbudowy kolei żelaznych, wbrew oporowi wielu posłów stanu włościańskiego. By zdobyć poparcie dla swych idei Månsson nie cofał się przed stosowaniem korupcji. Łapówkarstwo nie było w tamtych czasach bynajmniej nieznane, ale Månsson zaczął posługiwać się nim na dużą skalę, przekupując posłów stanu włościańskiego w celu zdobycia poparcia dla projektów rządowych. Jego grupę nazwano koterią, środki na wystawne bankiety dla chłopskich posłów Månsson otrzymywał podobno od dworu królewskiego za pośrednictwem kronprinca, późniejszego Karola XV.

### Skandal
Uchwały sejmu szwedzkiego kadencji 1856–1858 były wielkim triumfem dla rządu i dworu królewskiego. Wydawało się, że Månsson stoi o krok od upragnionego urzędu marszałka sejmu (Riksdagens talman). Tymczasem Månsson, który od 1853 działał jako rewizor Banku Państwowego (Riksbanken) w Malmö, a od 1858 jako dyrektor działu pożyczek dla rolników, i tam stosował korupcję: po przyznaniu pożyczki pobierał od klientów w bardzo wielu przypadkach prowizję, która szła do jego własnej kieszeni. Wykorzystali to jego wrogowie i postawiono go przed sądem. W pierwszej instancji (w Hovrätten, odpowiedniku Sądu wojewódzkiego) Månsson sam przejął swą obronę i posługiwał się swymi wszystkimi retorycznymi, demagogicznymi i analitycznymi talentami (ale także symbolicznie podtarł się dokumentem, który przedłożono jako dowód jego winy). Wprawdzie przyjazna mu część prasy opatrzyła go glorią męczennika, ale proces przegrał i nie czekając na werdykt Sądu Najwyższego (Högsta domstolen, który go skazał na utratę praw obywatelskich) przepisał swe gospodarstwo na najstarszego syna, Jönsa Olssona, po czym udał się w 1859 potajemnie do Anglii i stamtąd na emigrację do USA. Pozostawił wielkie długi i żona Ingar (która odmówiła wyjazdu do Ameryki) wraz z dziećmi znalazła się w dużych trudnościach finansowych.

### Nowe życie

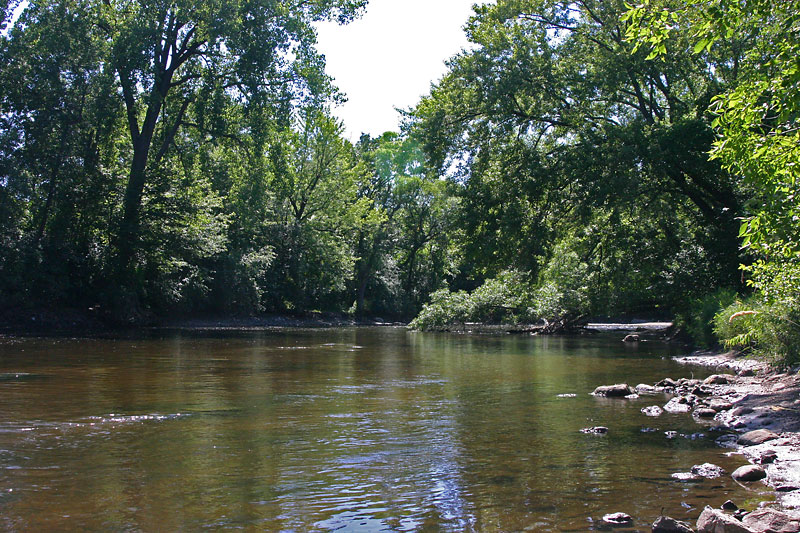
Sauk River

Lindbergh z nową partnerką wyjechali pociągiem do Göteborga, skąd udali się w dalszą podróż statkiem do Hull w Anglii. Stamtąd pojechali koleją do Liverpoolu, dalej parowcem do Quebec (podróż trwała miesiąc). Dalsza podróż pociągiem trwała tydzień (który spędzili na twardych ławkach, nie mając pieniędzy na wagon sypialny) i zawiodła ich do Windsor (Ontario), gdzie przekroczyli jezioro Ontario, granicę między USA i Kanadą. Potem jechali prawie przez tydzień pociągiem do Chicago, dalej przez stan Illinois do Dubuque nad rzeką Missisipi i stamtąd ok. 450 km parowcem do obecnego Minneapolis w nowo powstałym stanie Minnesota. Ostatnią fazą podróży była jazda na wozie zaprzężonym w woły do późniejszego Melrose, gdzie na skraju puszczy mieszkały tylko trzy rodziny.
Z Ingar Jönsdotter Ola Månsson miał siedmioro dzieci, synów Jönsa, Månsa, Pehra, Augusta, Nilsa i córki Hannę i Ingrid, niemniej jednak w ostatnim roku swego pobytu w Szwecji nawiązał romans ze sztokholmską kelnerką Lovisą Carlén, która była o 30 lat młodsza od niego. Niedługo przed wyjazdem do USA Lovisa urodziła mu (20 stycznia 1859) syna Carla, znanego później jako Charles August Lindbergh; później, już w Stanach, posypały się dalsze dzieci: Victor Eugene, Louisa Ellen, Lillian May, June, Pauline, Linda i Frank Albert. Być może Ola planował wyjazd do USA już wcześniej, gdyż przyjechał tam znając już jako tako angielski. Tuż przed opuszczeniem Szwecji zmienił imię na Augusta i nazwisko na Lindbergh, a synowi z Lovisą (teraz: Louise) nadał imiona Charles August.
Rodzina osiedliła się w Melrose w stanie Minnesota na terenach zamieszkanych głównie przez osadników niemieckich, gdzie Lindbergh wzniósł najpierw lepiankę i później domek z bierwion wielkości 4x6 m. (później znacznie rozbudowany) August posiadał tam fermę (pod koniec pobytu rodziny w Melrose: 60 ha) z tartakiem i pracował również jako kowal. Wnuk Charles napisał o tych pierwszych latach dziadków w Minnesocie: dziadek był wybitnym parlamentarzystą i bliskim przyjacielem króla, ale popadł w kłopoty ekonomiczne czy polityczne, stracił wszystko co posiadał i pożeglował do Ameryki, by zacząć nowe życie – miał wtedy ponad 50 lat. Dziadkowie osiedlili się w nowym stanie Minnesota nad rzeką Sauk River, gdzie dziadek wybudował malutki domek z bierwion. Byli tak ubodzy, że dziadek musiał sprzedać swój złoty szwedzki medal, żeby móc kupić pług.
W roku 1861 Ola/August stracił w wypadku przy pracy w tartaku lewą rękę (Charles Lindbergh: „ (po amputacji) upłynęło wiele miesięcy, zanim dziadek wyzdrowiał. Zamówił specjalne narzędzia przystosowane do pracy jedną ręką, ale uprawa roli i zarabianie pieniędzy były bardzo utrudnione, a trzeba było utrzymać czworo dzieci – mego ojca, Lindę, Juno i Franka, babcia musiała oszczędzać każdy grosz”_. Po wyleczeniu się ze strasznych okaleczeń August uroczyście pochował rękę w ogródku, uścisnąwszy jej martwe palce i przemawiając do niej:”Do wicenja, moja droga renka. Bylasz mi dobra psijaciolka przes penczdzjeszat lat. Sawsze bylas mi dobra i wjerna, ale nje moszesz jusz ze mna pozostac”. W domu Lindberghów posługiwano się wyłącznie językiem angielskim (ale jak wynika z powyższego tłumaczenia z angielskiego był to bardzo szwedzki angielski, do dziś istniejący i zwany swenglish (szw. svengelska), nawet syn C.A. (członek Kongresu) zachował do końca ślady szwedzkiej wymowy w swej angielszczyźnie).
Nie dając sobie rady z pracą na roli August wezwał na pomoc synów ze Szwecji. Przyjechali Måns i Pehr (w USA zwany Perry), którzy również przybrali nazwisko Lindbergh (według Scotta już wcześniej, w czasie studiów w Lund), oraz August, który pozostał przy patronimicznym Olsson. Perry pozostał przy ojcu, a Måns zaciągnął się w czasie Wojny secesyjnej do armii unijnej, którą opuścił po zakończeniu wojny w 1865 w stopniu porucznika. Pojechał potem na jakiś czas do Skanii, gdzie werbował osadników do USA. Po sprowadzeniu 200 osób do Sherburne County w stanie Minnesota powrócił do Szwecji, gdzie zmarł w Lund w roku 1870.
W 1870 r. Lindberghowie uzyskali obywatelstwo USA i August otrzymał wiele honorowych funkcji w gminie Melrose: był m.in. pocztmistrzem (Postmaster), pisarzem miejskim (Town clerk) i sędzią pokoju (Justice of the Peace). Działał także w partii republikańskiej. W 1885 wziął ślub z Luizą, która zmarła w 1921, przeżywszy go o 30 lat. Ola/August zmarł u syna Charlesa w Little Falls w 1892 (jak podają źródła szwedzkie) lub 1893 roku (jak podają źródła amerykańskie).
Lindberghowie wraz z trójką młodszych dzieci spoczywają na cmentarzu Oak Hill Cemetery w Little Falls.